# Emil von Kessel
Pour les autres membres de cette famille, voir von Kessel et pour les homonymes, voir Kessel.
Emil Friedrich Moritz von Kessel (né le 21 mars 1804 à Potsdam et mort le 8 novembre 1870 dans la même ville) est un général de division prussien.

## Biographie

### Origine
Emil est le fils du lieutenant général prussien Gustav von Kessel (1760-1827) et de son épouse Angelika, née Schock (1778-1857). Le général d'infanterie prussien Bernhard von Kessel (1817-1882) est son frère cadet.

### Carrière militaire
Kessel étudie à la maison des cadets de Berlin et est affecté le 13 octobre 1822 comme sous-lieutenant au 1er régiment de grenadiers de la Garde de l'armée prussienne. Deux semaines plus tard, il est déjà transféré dans le 1er régiment à pied de la Garde. Il y devient capitaine et chef du 9e compagnie à la mi-avril 1844. Avec cette unité, Kessel participe en mars 1848 à la répression de la révolte des barricades à Berlin (de), avant de commander la compagnie de corps en tant que chef du 9 mai 1848 au 6 septembre 1850. Il est ensuite muté à l'état-major du 10e régiments d'infanterie à Breslau avec une promotion au grade de major. À la mi-octobre 1856, il est promu lieutenant-colonel et devient le 4 décembre 1856 commandant du 1er bataillon du 18e régiment de Landwehr à Posen. Le 18 janvier 1859, Kessel est nommé commandant de la forteresse de Weichselmünde et Neufahrwasser, dans une position à la suite du 1er régiment à pied de la Garde. En cette même qualité, il arrive quatre mois plus tard à Cosel (de) dans la même capacité et reçoit le 18 octobre 1861 le caractère de colonel. Avec l'attribution du brevet pour ce grade, Kessel est nommé commandant de Glogau le 15 avril 1862 et décoré de l'ordre de l'Aigle rouge de 3e classe avec ruban à l'occasion de la fête de l'Ordre en janvier 1863. Le 12 novembre 1864, il prend sa retraite avec le caractère de major général et la pension légale. Avec sa pension, Kessel est mis à disposition le 22 mars 1865.

### Famille
Kessel se marie le 21 juillet 1844 à Kassel avec Julie baronne von Canstein (1808–1895), veuve von Buddenbrock (de). Le général prussien Gustav (1846-1918) et leur fille Margarethe (1848-1878) sont issus du mariage.